# Masters de París 2002
El Masters de París 2002 (también conocido como 2002 BNP Paribas Masters por razones de patrocinio) fue un torneo de tenis jugado sobre moqueta. Fue la edición número 31 de este torneo. Se celebró entre el 28 de octubre y el 3 de noviembre de 2002. 

## Campeones

### Individuales masculinos
Marat Safin vence a  Lleyton Hewitt 7–6 (7–4), 6–0, 6–4.

### Dobles masculinos
Nicolas Escudé /  Fabrice Santoro vencen a  Gustavo Kuerten /  Cédric Pioline, 6–3, 7–6 (8–6).
| Predecesor: París 2001 | Masters de París 2002 | Sucesor: París 2003 |